# Wulfhard von Flavigny
Wulfhard von Flavigny (* 855; † 6. September 880/893) war Abt von Flavigny und fränkischer Erzkanzler.
Er war der Sohn des Pfalzgrafen Adalhard aus der Familie der Matfriede und somit der Schwager des Königs Ludwig der Stammler und Onkel des Königs Karl der Einfältige.